# Xã Jefferson, Quận Washington, Indiana
Xã Jefferson (tiếng Anh: Jefferson Township) là một xã thuộc quận Washington, tiểu bang Indiana, Hoa Kỳ. Năm 2010, dân số của xã này là 920 người.